# Neuvy (Allier)
Neuvy és un municipi francès, situat al departament de l'Alier i a la regió d'Alvèrnia-Roine-Alps. L'any 2007 tenia 1.635 habitants.

## Demografia

### Població
El 2007 la població de fet de Neuvy era de 1.635 persones. Hi havia 623 famílies de les quals 125 eren unipersonals (36 homes vivint sols i 89 dones vivint soles), 255 parelles sense fills, 223 parelles amb fills i 20 famílies monoparentals amb fills.
La població ha evolucionat segons el següent gràfic:
Habitants censats

### Habitatges
El 2007 hi havia 690 habitatges, 633 eren l'habitatge principal de la família, 19 eren segones residències i 38 estaven desocupats. 658 eren cases i 23 eren apartaments. Dels 633 habitatges principals, 522 estaven ocupats pels seus propietaris, 83 estaven llogats i ocupats pels llogaters i 27 estaven cedits a títol gratuït; 3 tenien una cambra, 15 en tenien dues, 70 en tenien tres, 221 en tenien quatre i 324 en tenien cinc o més. 534 habitatges disposaven pel capbaix d'una plaça de pàrquing. A 224 habitatges hi havia un automòbil i a 372 n'hi havia dos o més.

### Piràmide de població
La piràmide de població per edats i sexe el 2009 era:
| Homes | Edats   | Dones |
| ----- | ------- | ----- |
| 0     | 95 o +  | 0     |
| 0     | 90 a 94 | 4     |
| 4     | 85 a 89 | 12    |
| 8     | 80 a 84 | 8     |
| 20    | 75 a 79 | 28    |
| 12    | 70 a 74 | 28    |
| 52    | 65 a 69 | 48    |
| 44    | 60 a 64 | 36    |
| 48    | 55 a 59 | 56    |
| 92    | 50 a 54 | 80    |
| 72    | 45 a 49 | 84    |
| 40    | 40 a 44 | 64    |
| 44    | 35 a 39 | 48    |
| 40    | 30 a 34 | 52    |
| 52    | 25 a 29 | 36    |
| 28    | 20 a 24 | 16    |
| 48    | 15 a 19 | 68    |
| 40    | 10 a 14 | 84    |
| 16    | 5 a 9   | 40    |
| 20    | 0 a 4   | 36    |

## Economia
El 2007 la població en edat de treballar era de 1.123 persones, 796 eren actives i 327 eren inactives. De les 796 persones actives 753 estaven ocupades (382 homes i 371 dones) i 41 estaven aturades (19 homes i 22 dones). De les 327 persones inactives 149 estaven jubilades, 134 estaven estudiant i 44 estaven classificades com a «altres inactius».

### Ingressos
El 2009 a Neuvy hi havia 637 unitats fiscals que integraven 1.561 persones, la mediana anual d'ingressos fiscals per persona era de 21.204 €.

### Activitats econòmiques
Dels 33 establiments que hi havia el 2007, 2 eren d'empreses extractives, 2 d'empreses de fabricació d'altres productes industrials, 9 d'empreses de construcció, 3 d'empreses de comerç i reparació d'automòbils, 3 d'empreses de transport, 2 d'empreses d'hostatgeria i restauració, 3 d'empreses financeres, 1 d'una empresa immobiliària, 3 d'empreses de serveis, 1 d'una entitat de l'administració pública i 4 d'empreses classificades com a «altres activitats de serveis».
Dels 12 establiments de servei als particulars que hi havia el 2009, 4 eren paletes, 2 guixaires pintors, 1 fusteria, 2 electricistes, 1 perruqueria, 1 restaurant i 1 saló de bellesa.
L'any 2000 a Neuvy hi havia 28 explotacions agrícoles que ocupaven un total de 1.290 hectàrees.

## Equipaments sanitaris i escolars
El 2009 hi havia 1 escola maternal i 1 escola elemental.

## Poblacions més properes
El següent diagrama mostra les poblacions més properes.